# Annabels
Annabels var en dansk natklub og diskotek i Lille Kongensgade 16 i København.

## Baggrund
Annabels åbnede i 1979 og var et eksklusivt diskotek opkaldt efter den engelske natklub Annabel's i London (1963). Med sit dyrt designede interiør i flere etager blev den danske natklub hurtigt populær i det københavnske natteliv, især blandt 1980'ernes yuppier. Annabels prioriterede et eksklusivt og særligt udvalgt klientel, og folk ventede gerne i lange køer for at komme ind. Natklubben havde gennem årene en række mere eller mindre succesfulde ejere, indtil den endeligt lukkede i slutningen af 1990'erne. I 1998 åbnede diskoteket BIG i samme lokaler.
Den første ejer, Simon Døngart, begik selvmord i sit kontor på Annabels. Det var et chok i det københavnske natteliv, og der var rygter om kokainmisbrug og forbindelser til den danske underverden. Fra 1987 til 1990 blev stedet drevet af forretningsmanden Peter Bindner. I 1987 blev en pianolounge tilføjet til etablissementet, hvor blandt andre komponisten Peter Spies spillede.

## Senere aktiviteter på adressen
Lille Kongensgade 16 blev senere lokation for natklubben Karel van Mander

I 2013 åbnede den danske komiker Casper Christensen natklubben Sunday.

## Gæster og events
- I 1980'erne var den svenske konge Carl 16. Gustav gæst på Annabels.
- I 1988 spillede de engelske band Pink Floyd på Annabels.